# Insitoroides typicus
Insitoroides typicus är en insektsart som beskrevs av William D. Funkhouser 1933. Insitoroides typicus ingår i släktet Insitoroides och familjen hornstritar. Inga underarter finns listade i Catalogue of Life.